# Direction centrale du Service d'infrastructure de la Défense
La direction centrale du service d'infrastructure de la Défense (DCSID) est une direction d'administration centrale qui exerce le commandement du service d'infrastructure de la défense. Subordonnée au secrétariat général pour l'administration, elle est dirigée par un officier général ayant rang et appellation d'Ingénieur général hors classe (IGHC). L'ingénieur général hors classe Franck Plomion est le directeur central du service d'infrastructure de la défense depuis le 31 juillet 2021.

## Création
La direction centrale du service d'infrastructure de la Défense (DCSID) est créée le 12 septembre 2005 en application du décret no 99-176 du 8 mars 1999 portant organisation du secrétariat général pour l'administration du ministère de la défense. Elle procède de la fusion des trois directions centrales des anciens services constructeurs des armées :
- la direction centrale du génie pour l'Armée de Terre ;
- la direction centrale de l'infrastructure de l'air pour l'Armée de l’air ;
- la direction centrale des travaux immobiliers et maritimes pour la Marine nationale.

## Organisation
La DCSID est dirigée par un directeur central. Il s'agit d'un officier général ayant rang et appellation d'Ingénieur général hors classe (quatre étoiles), un grade qui a été créé en 2010 en même temps que le corps des ingénieurs militaires d'infrastructure. Placé sous l'autorité du secrétariat général pour l'administration, il dirige l’activité du service suivant les directives fixées par l'état-Major des armées et les orientations définies par le conseil de gestion. 
La direction centrale comprend :
- le département « performance, management de l’information et légistique » ;
- le bureau d'aide à l'activité ;
- la sous-direction « investissements infrastructure » ;
- la sous-direction « gestion du patrimoine » ;
- la sous-direction des affaires nucléaires ;
- la sous-direction « eau, énergie, environnement » ;
- la sous-direction « pilotage des ressources humaines » ;
- le département « pilotage et stratégie de l’achat de l’infrastructure » ;
- le département « soutien des infrastructures opérationnelles ».

## Directeurs centraux du service d'infrastructure de la Défense
| Portrait | Grade au moment de la nomination            | Directeur central    | Date de prise de poste | Date de prise de poste | Durée            |
| -------- | ------------------------------------------- | -------------------- | ---------------------- | ---------------------- | ---------------- |
|          | Général de division                         | Alain Addé (d)       | 22 septembre 2005      | [ 1 ]                  | 4 ans, 38 jours  |
|          | Général de brigade aérienne                 | Gérard Vitry (d)     | 31 août 2009           | [ 2 ]                  | 3 ans, 8 jours   |
|          | Ingénieur général hors classe               | René Stephan (d)     | 9 novembre 2012        | [ 3 ]                  | 3 ans, 265 jours |
|          | Général de corps d'armée                    | Bernard Fontan (d)   | 31 juillet 2016        | [ 4 ]                  | 4 ans, 364 jours |
|          | Ingénieur général hors classe               | Franck Plomion (d)   | 31 juillet 2021        | [ 5 ]                  | 2 ans            |
|          | Ingénieur général hors classe de l'armement | Alexandre Barouh (d) | 1er aout 2023          | [ 6 ]                  | 1 an, 224 jours  |